# Opel Rekord D
La Rekord D è un'autovettura di fascia medio-alta prodotta dal 1971 al 1977 dalla Casa automobilistica tedesca Opel.

## Storia e profilo
La Rekord D fu la seconda Rekord a superare la soglia del milione di unità prodotte: fu presentata il 19 gennaio del 1972 subito dopo l'uscita di listino del modello precedente, la Rekord C. Tuttavia un primo lotto di 2.347 esemplari fu prodotto già nel dicembre del 1971, lotto da destinare ai test da parte della stampa che sarebbe intervenuta alla presentazione e ai concessionari per mostrare il nuovo modello ai clienti. Per questo, molte fonti fissano l'anno di debutto della Rekord D al 1971 mentre altre stabiliscono la sua nascita nel 1972, quando cominciarono le prime consegne. Inizialmente la nuova Rekord avrebbe dovuto chiamarsi Rekord II poiché si temeva che la lettera D potesse far pesare ad un modello esclusivamente con motori diesel nella sua gamma (i motori diesel dell'epoca erano molto meno prestanti di quelli attuali e venivano visti come motori di serie B, come ripieghi per chi voleva risparmiare a tutti i costi, anche a scapito delle prestazioni), ma alla fine si decise per utilizzare comunque la quarta lettera dell'alfabeto e la vettura debuttò come Rekord D.

### Design esterno ed interno
Frutto del lavoro dell'équipe diretta da Herbert Killmer, ed in particolare dal suo collaboratore Chuck Jordan, la Rekord D rinunciò ad alcune soluzioni stilistiche molto apprezzate nella Rekord C, prima fra tutte la linea di cintura dall'andamento "a onda" che valse al modello precedente il paragone con la bottiglia di Coca-Cola. Nella Rekord D si tornò a linee tese e spigolose, tipiche proprio dello stile di Killmer, che già durante lo sviluppo della Rekord C aveva proposto un modello dalle linee tese, poi scartato dai vertici Opel e GM. Qui invece la proposta di Killmer e colleghi venne accettata in quanto le linee della sua proposta di stile si sposavano bene con le tendenze in voga negli anni '70. Sempre caratterizzata da un corpo vettura da classica berlina a tre volumi con cofano motore e bagagliaio spioventi, la Rekord D risultava leggermente più compatta rispetto alla Rekord C (solo 3 cm in meno in lunghezza e in larghezza) e con superfici vetrate più ampie, per migliorare sia la visibilità all'esterno che la luminosità dell'abitacolo. La vettura presentava un frontale con grossi proiettori rettangolari posti ai lati di una calandra anch'essa rettangolare con lo stemma della Casa nel mezzo. L'esigenza di superfici vetrate più ampie fu anche un'altra ragione alla base della rinuncia alla linea di cintura "a onda", linea di cintura che divenne anche più bassa che in precedenza, in maniera tale da dare più spazio ai finestrini. Il tema del rettangolo venne ripetuto anche in coda, con i gruppi ottici quadrangolari. Nel complesso le linee furono quindi assai semplici e prive di fronzoli, sicuramente meno ricercate che non nel modello precedente, ma anche più moderne. Sia davanti che dietro, i paraurti vennero ricoperti in gomma.
L'abitacolo, pur più luminoso grazie alle ampie vetrature, risultò invariato dal punto di vista dell'abitabilità interna. Anche il bagagliaio rimase invariato come capacità. Il posto guida, invece, fu caratterizzato da un cruscotto totalmente imbottito, così come anche le alette parasole.

### Struttura, meccanica e motori
La Rekord D utilizzò il pianale e la meccanica della Rekord C, riprendendo e perfezionandone sia le geometrie sospensive, sia le soluzioni relative alla sicurezza passiva, a partire dalla struttura a scocca portante a deformazione programmata. Vennero ripresi quindi anche l'avantreno a ruote indipendenti con schema a quadrilateri e il retrotreno ad assale rigido e barra Panhard. Su entrambi gli assi furono montati ammortizzatori idraulici telescopici e molle elicoidali. L'impianto frenante era di tipo misto, così come lo sterzo a circolazione di sfere.
La gamma motori della Rekord D al momento del suo debutto fu costituita dalle seguenti motorizzazioni, tutte a benzina ed alimentate mediante carburatore:
- 1.7: motore 17N da 1698 cm³ e con potenza massima di 66 CV;
- 1.7 S: motore riservato alla versione 1.7 L e costituita dal motore 17S, con cilindrata di 1698 cm³ e potenza massima di 83 CV;
- 1.9 SH: motore 19SH con cilindrata di 1897 cm³ e potenza massima di 97 CV.

Novità per quanto riguarda la trasmissione: l'anacronistico cambio manuale a 3 marce venne finalmente sostituito da un 4 marce, sempre manuale. In alternativa fu disponibile un cambio automatico a 3 rapporti.

### Evoluzione del modello

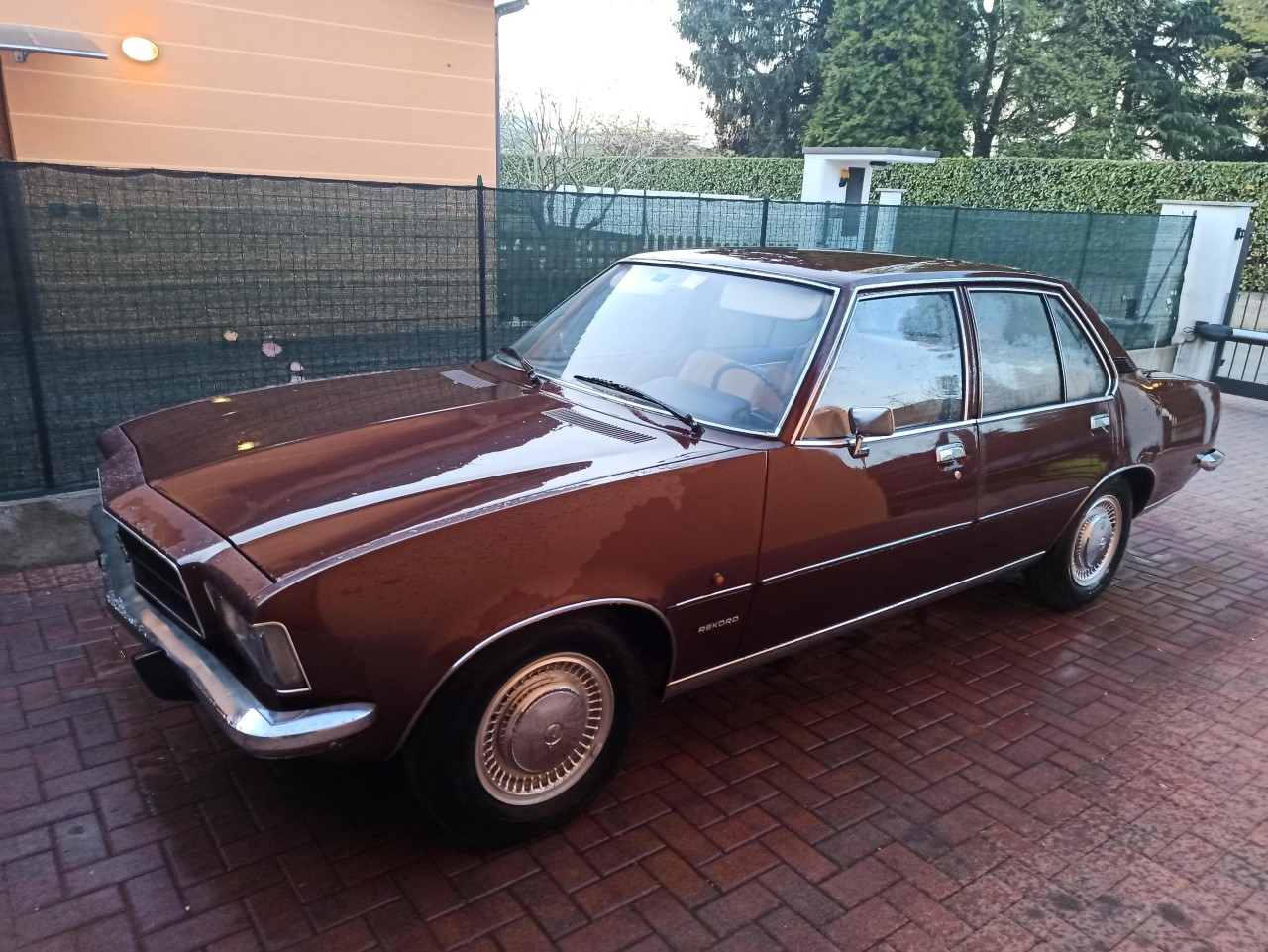
Rekord 1.9 SH benzina 4 porte

Le prime consegne si ebbero proprio a partire da quel 19 gennaio 1972 che vide anche la presentazione della Rekord D alla stampa: la vettura fu disponibile nelle varianti di carrozzeria che fino all'anno prima caratterizzarono anche la gamma della Rekord C, e cioè: berlina a 2 e a 4 porte, station wagon (ancora una volta denominata Caravan) a 3 e a 5 porte, van e coupé. Gli allestimenti erano tre: quello di base, quello sportiveggiante denominato Sprint e quello più ricco, contraddistinto dalla lettera L (Luxus). Quest'ultimo fu disponibile in abbinamento alle due carrozzerie berlina e alla Caravan a 5 porte e non fu previsto per il motore 1.7 di base da 66 CV.

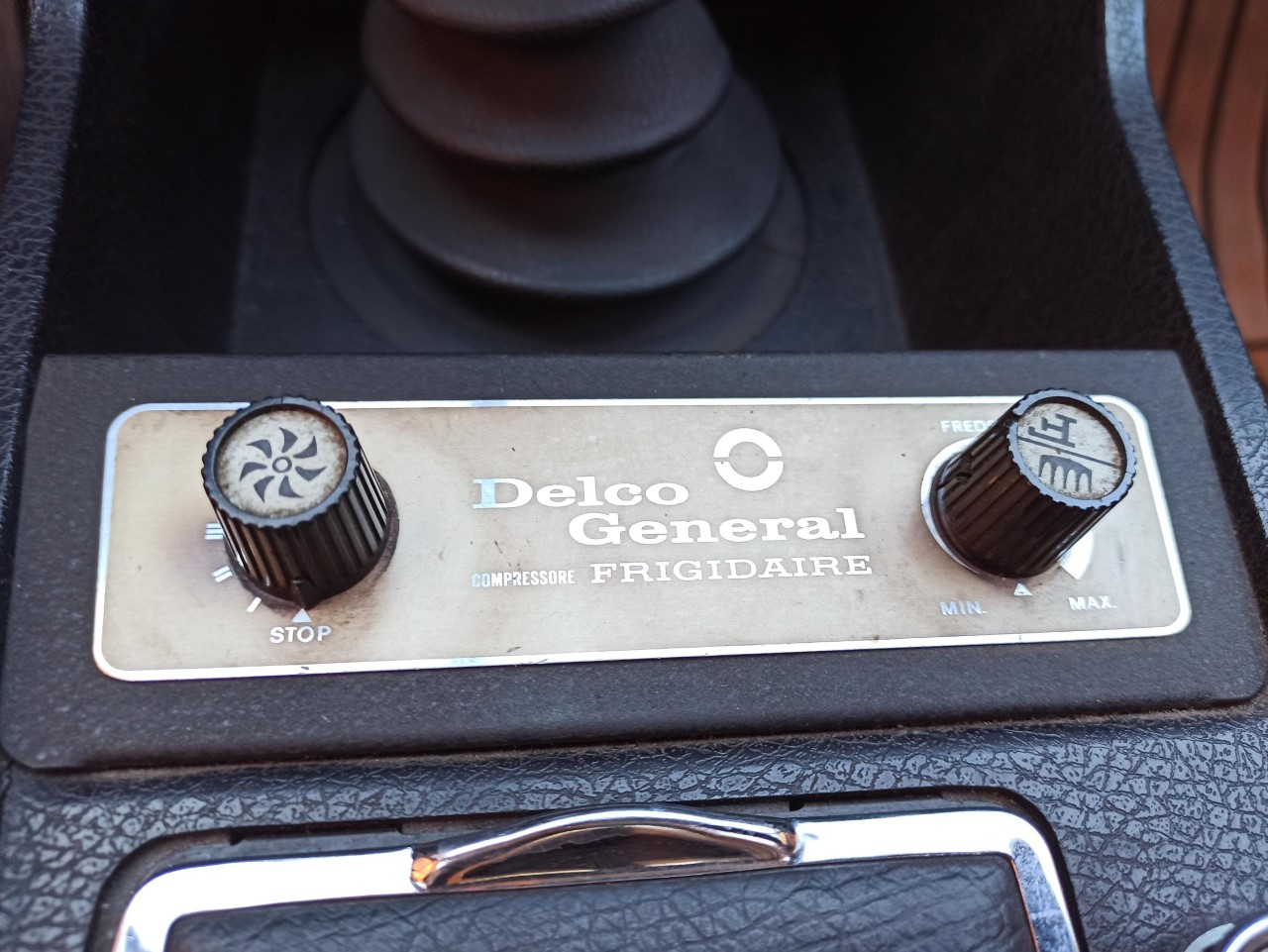
Plancia comandi Climatizzatore Delco General

Il primo aggiornamento alla gamma si ebbe nel luglio del 1972 e fu una novità epocale, poiché vide l'arrivo del primo motore diesel montato su un'autovettura Opel: si trattò di un'unità da 2,1 litri aspirata e con iniezione a precamera, in grado di erogare una potenza massima di 60 CV. Le prestazioni non furono certamente il punto forte di questa versione, ma la maggiore autonomia e i consumi più contenuti ne decretarono un buon successo commerciale. Nell'ottobre dell'anno seguente vi furono alcuni aggiornamenti tecnici, in particolare l'utilizzo di dischi freno di maggiori dimensioni e l'allargamento della carreggiata anteriore. Contemporaneamente, solo per il mercato italiano, dove vigeva un regime fiscale penalizzante per i motori sopra i 2 litri, venne commercializzato un 2 litri diesel da 57 CV. La Opel rekord D poteva essere dotata di un innovativo e potente climatizzatore "Delco General", con compressore Frigidaire, accessorio al tempo costosissimo ed oggi rarissimo.

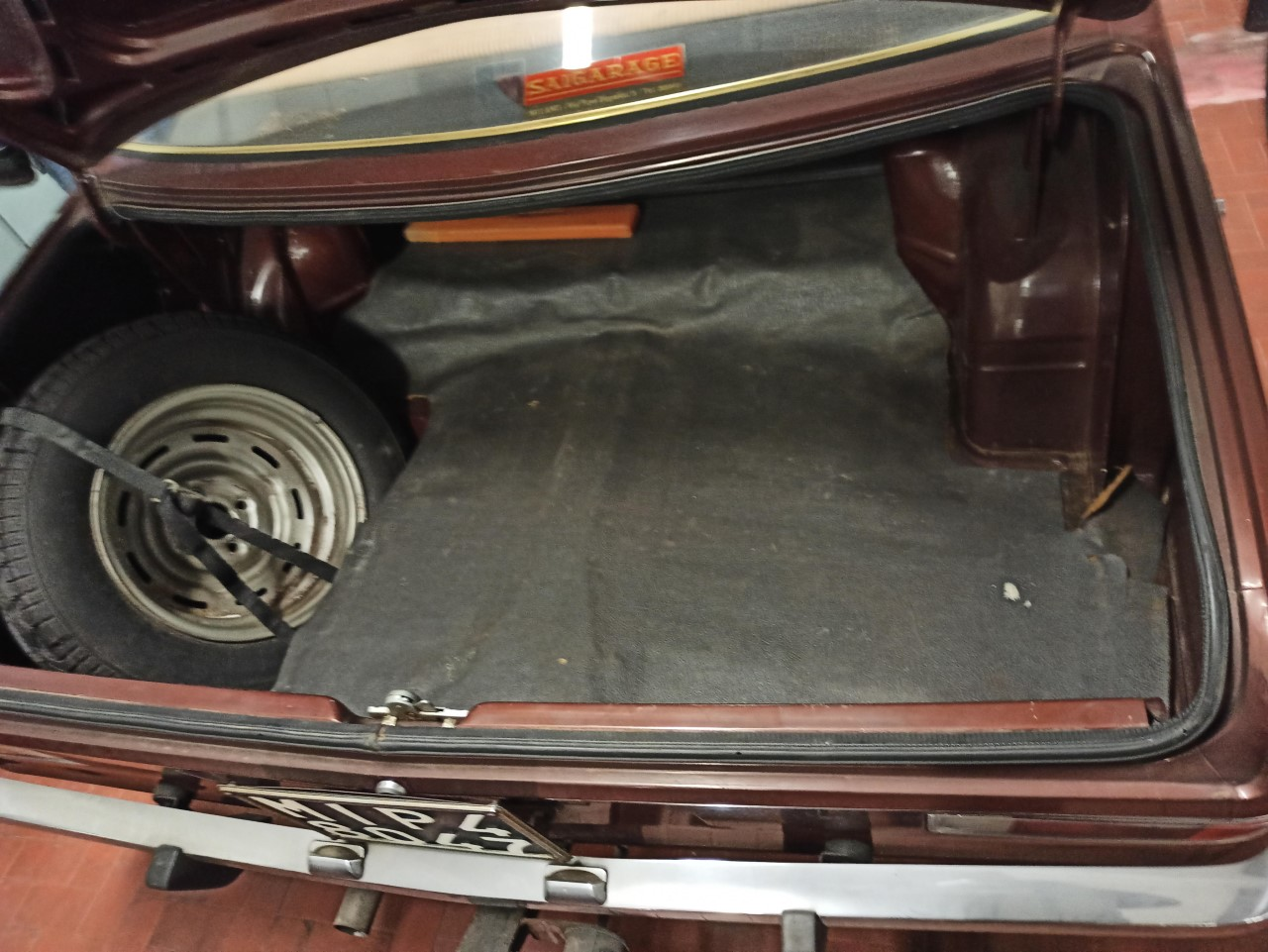
Baule Opel Rekord D berlina 4 porte

Tra la fine del 1974 e l'inizio del 1975, vi fu un aggiornamento generale alla gamma motori: il 1.7 di base fu depotenziato da 66 a 60 CV e venne affiancato da un 1.9 depotenziato ad appena 75 CV; il 1.7 S e il 1.9 SH furono tolti di listino e vennero sostituiti da un solo motore, un 1.9 di potenza intermedia e pari a 90 CV sostituito da un 1.9 da 90 CV. In breve la gamma motori all'inizio del 1975 fu così composta:

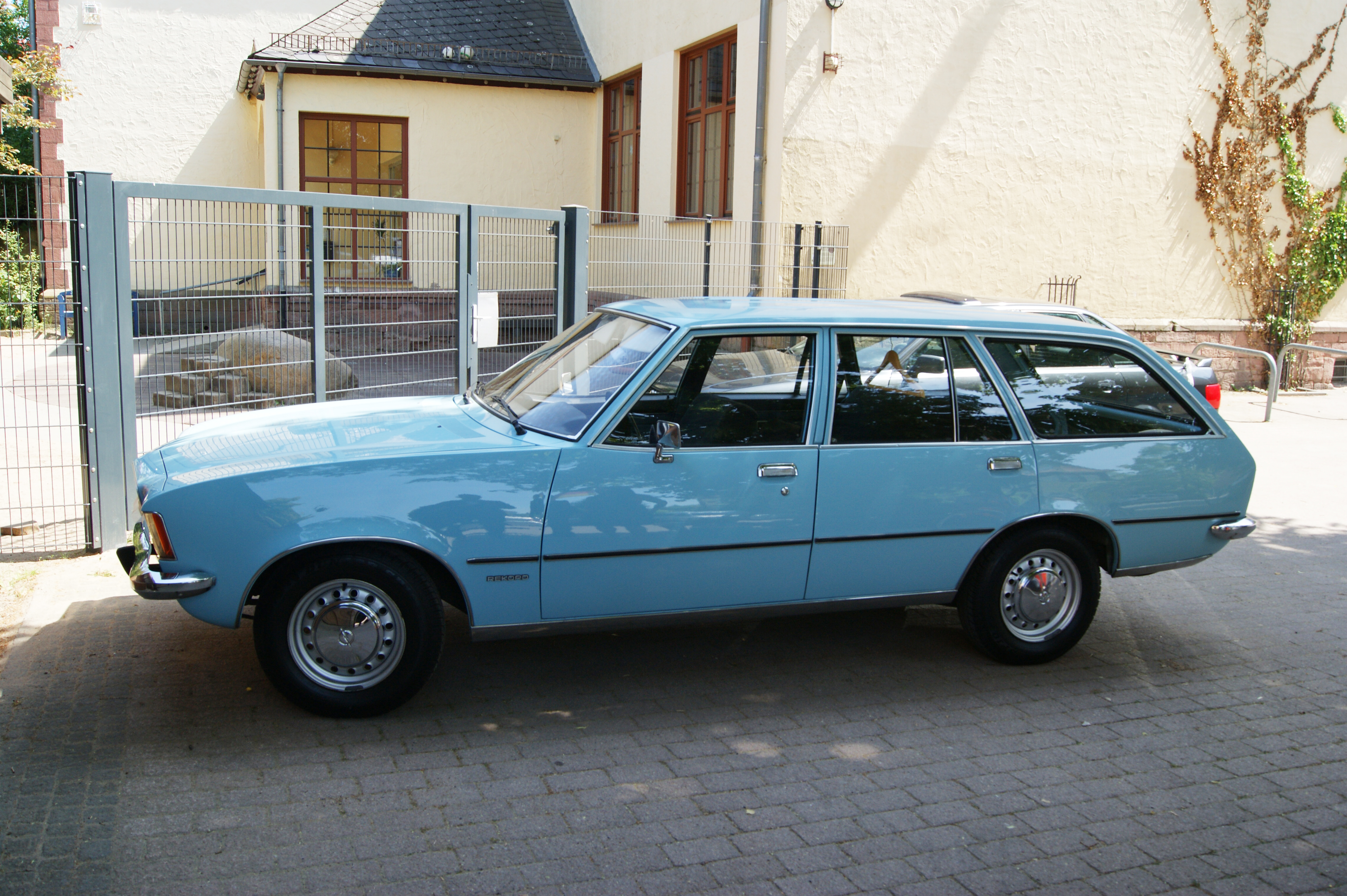
Una Rekord D con carrozzeria giardinetta, denominata Caravan

- 1.7, motore da 1698 cm³ con potenza massima di 60 CV;
- 1.9, motore da 1897 cm³ in due livelli di potenza, 75 e 90 CV;
- 2.1 D, motore diesel da 2068 cm³ con potenza massima di 60 CV.

Nel settembre del 1975 vi furono alcuni aggiornamenti agli interni e ai rivestimenti, mentre venne introdotto un nuovo motore a benzina da 2 litri, in grado di erogare una potenza massima di 100 CV. Un anno dopo, la Rekord D raggiunse il milionesimo esemplare: per festeggiare l'evento venne introdotta una serie speciale a tiratura limitata denominata Milionär. Fu l'ultimo aggiornamento significativo alla gamma, se si escludono le tre serie speciali Hit, Top e Sport, commercializzate nella primavera del 1977. Pochi mesi dopo, a luglio, l'intera gamma venne cancellata dal listino, sostituita dalla Rekord E, l'ultima e la più longeva generazione della Opel Rekord.

### Tabella riepilogativa
Di seguito vengono riepilogate le caratteristiche della Rekord D nell'arco della sua carriera commerciale. Al totale degli esemplari vanno aggiunti altri sette esemplari che sono stati all'epoca solo dei prototipi:
| Opel Rekord D (1972–77)             |                |        |            |                                                             |                |                |                    |              |                     |                    |                      |                    |
| Modello                             | Carrozzeria    | Motore | Cilindrata | Alimentazione                                               | Potenza CV/rpm | Coppia Nm/rpm  | Massa a vuoto (kg) | Velocità max | Acceler. 0–100 km/h | Consumo (l/100 km) | Commercializ-zazione | Esemplari prodotti |
| Versioni a benzina                  |                |        |            |                                                             |                |                |                    |              |                     |                    |                      |                    |
| Rekord 1.7                          | Berlina 2p     | 17N    | 1698       | Carburatore Solex 35PDSI                                    | 66/5300        | 120/2550       | 1.090              | 143          | 20"                 | 12                 | 01/1972-12/1974      | 79.718             |
| Rekord 1.7                          | Berlina 2p     | 17N    | 1698       | Carburatore Solex 35PDSI                                    | 60/4800        | 114/2200       | 1.090              | 140          | 22"                 | 12                 | 01/1975-07/1977      | 79.718             |
| Rekord 1.7                          | Berlina 4p     | 17N    | 1698       | Carburatore Solex 35PDSI                                    | 66/5300        | 120/2550       | 1.115              | 143          | 20"                 | 12                 | 01/1972-12/1974      | 41.407             |
| Rekord 1.7                          | Berlina 4p     | 17N    | 1698       | Carburatore Solex 35PDSI                                    | 60/4800        | 114/2200       | 1.115              | 140          | 22"                 | 12                 | 01/1975-07/1977      | 41.407             |
| Rekord 1.7                          | Giardinetta 3p | 17N    | 1698       | Carburatore Solex 35PDSI                                    | 66/5300        | 120/2550       | 1.135              | 140          | 22"                 | 12,5               | 01/1972-12/1974      | 17.371             |
| Rekord 1.7                          | Giardinetta 3p | 17N    | 1698       | Carburatore Solex 35PDSI                                    | 60/4800        | 114/2200       | 1.135              | 137          | 26"                 | 12,5               | 01/1975-07/1977      | 17.371             |
| Rekord 1.7                          | Giardinetta 5p | 17N    | 1698       | Carburatore Solex 35PDSI                                    | 66/5300        | 120/2550       | 1.165              | 140          | 22"                 | 12,5               | 01/1972-12/1974      | 12.238             |
| Rekord 1.7                          | Giardinetta 5p | 17N    | 1698       | Carburatore Solex 35PDSI                                    | 60/4800        | 114/2200       | 1.165              | 137          | 26"                 | 12,5               | 01/1975-07/1977      | 12.238             |
| Rekord 1.7                          | Furgonetta     | 17N    | 1698       | Carburatore Solex 35PDSI                                    | 66/5300        | 120/2550       | 140                | 22"          | 1.155               | 12,5               | 01/1972-12/1974      | 4.077              |
| Rekord 1.7                          | Furgonetta     | 17N    | 1698       | Carburatore Solex 35PDSI                                    | 60/4800        | 114/2200       | 137                | 26"          | 1.155               | 12,5               | 01/1975-07/1977      | 4.077              |
| Rekord 1.7 S                        | Berlina 2p     | 17S    | 1698       | Carburatore Solex 32/32 DIDTA                               | 83/5400        | 130/3200       | 1.090              | 155          | 16"                 | 12,5               | 01/1972-12/1974      | 91.734             |
| Rekord 1.7 S                        | Berlina 4p     | 17S    | 1698       | Carburatore Solex 32/32 DIDTA                               | 83/5400        | 130/3200       | 1.115              | 155          | 16"                 | 12,5               | 01/1972-12/1974      | 58.980             |
| Rekord 1.7 S                        | Coupé          | 17S    | 1698       | Carburatore Solex 32/32 DIDTA                               | 83/5400        | 130/3200       | 1.090              | 155          | 16"                 | 12,5               | 01/1972-12/1974      | 12.287             |
| Rekord 1.7 S                        | Giardinetta 3p | 17S    | 1698       | Carburatore Solex 32/32 DIDTA                               | 83/5400        | 130/3200       | 1.135              | 152          | 17                  | 13                 | 01/1972-12/1974      | 20.001             |
| Rekord 1.7 S                        | Giardinetta 5p | 17S    | 1698       | Carburatore Solex 32/32 DIDTA                               | 83/5400        | 130/3200       | 1.165              | 152          | 17                  | 13                 | 01/1972-12/1974      | 15.198             |
| Rekord 1.7 S                        | Furgonetta     | 17S    | 1698       | Carburatore Solex 32/32 DIDTA                               | 83/5400        | 130/3200       | 1.155              | 152          | 17                  | 13                 | 01/1972-12/1974      | 1.239              |
| Rekord 1.9                          | Berlina 2p     | 19N    | 1897       | Carburatore Solex 35PDSI                                    | 75/4800        | 135/2800       | 1.090              | 150          | 17"                 | 12,5               | 01/1975-12/1977      | 57.677             |
| Rekord 1.9                          | Berlina 4p     | 19N    | 1897       | Carburatore Solex 35PDSI                                    | 75/4800        | 135/2800       | 1.115              | 150          | 17"                 | 12,5               | 01/1975-12/1977      | 67.444             |
| Rekord 1.9                          | Coupé          | 19N    | 1897       | Carburatore Solex 35PDSI                                    | 75/4800        | 135/2800       | 1.090              | 150          | 17"                 | 12,5               | 01/1975-12/1977      | 3.082              |
| Rekord 1.9                          | Giardinetta 3p | 19N    | 1897       | Carburatore Solex 35PDSI                                    | 75/4800        | 135/2800       | 1.135              | 150          | 18"                 | 13                 | 01/1975-12/1977      | 13.388             |
| Rekord 1.9                          | Giardinetta 5p | 19N    | 1897       | Carburatore Solex 35PDSI                                    | 75/4800        | 135/2800       | 1.165              | 150          | 18"                 | 13                 | 01/1975-12/1977      | 15.296             |
| Rekord 1.9                          | Furgonetta     | 19N    | 1897       | Carburatore Solex 35PDSI                                    | 75/4800        | 135/2800       | 1.155              | 150          | 18"                 | 13                 | 01/1975-12/1977      | 557                |
| Rekord 1.9 S                        | Berlina 2p     | 19S    | 1897       | Carburatore Zenith 35/40 INAT                               | 90/4800        | 148/3800       | 1.090              | 160          | 14"                 | 12,5               | 01/1975-12/1977      | 389.663            |
| Rekord 1.9 S                        | Berlina 4p     | 19S    | 1897       | Carburatore Zenith 35/40 INAT                               | 90/4800        | 148/3800       | 1.115              | 160          | 14"                 | 12,5               | 01/1975-12/1977      | 389.663            |
| Rekord 1.9 S                        | Coupé          | 19S    | 1897       | Carburatore Zenith 35/40 INAT                               | 90/4800        | 148/3800       | 1.090              | 160          | 14"                 | 12,5               | 01/1975-12/1977      | 389.663            |
| Rekord 1.9 S                        | Giardinetta 3p | 19S    | 1897       | Carburatore Zenith 35/40 INAT                               | 90/4800        | 148/3800       | 1.135              | 157          | 15"                 | 13                 | 01/1975-12/1977      | 389.663            |
| Rekord 1.9 S                        | Giardinetta 5p | 19S    | 1897       | Carburatore Zenith 35/40 INAT                               | 90/4800        | 148/3800       | 1.165              | 157          | 15"                 | 13                 | 01/1975-12/1977      | 389.663            |
| Rekord 1.9 S                        | Furgonetta     | 19S    | 1897       | Carburatore Zenith 35/40 INAT                               | 90/4800        | 148/3800       | 1.155              | 157          | 15"                 | 13                 | 01/1975-12/1977      | 389.663            |
| Rekord 1.9 SH                       | Berlina 2p     | 19SH   | 1897       | Carburatore Zenith 35/40 INAT                               | 97/4400        | 150/3800       | 1.090              | 165          | 14"                 | 12,5               | 01/1972-12/1974      | 389.663            |
| Rekord 1.9 SH                       | Berlina 4p     | 19SH   | 1897       | Carburatore Zenith 35/40 INAT                               | 97/4400        | 150/3800       | 1.115              | 165          | 14"                 | 12,5               | 01/1972-12/1974      | 389.663            |
| Rekord 1.9 SH                       | Coupé          | 19SH   | 1897       | Carburatore Zenith 35/40 INAT                               | 97/4400        | 150/3800       | 1.090              | 165          | 14"                 | 12,5               | 01/1972-12/1974      | 389.663            |
| Rekord 1.9 SH                       | Giardinetta 3p | 19SH   | 1897       | Carburatore Zenith 35/40 INAT                               | 97/4400        | 150/3800       | 1.135              | 160          | 15"                 | 13"                | 01/1972-12/1974      | 389.663            |
| Rekord 1.9 SH                       | Giardinetta 5p | 19SH   | 1897       | Carburatore Zenith 35/40 INAT                               | 97/4400        | 150/3800       | 1.165              | 160          | 15"                 | 13"                | 01/1972-12/1974      | 389.663            |
| Rekord 1.9 SH                       | Furgonetta     | 19SH   | 1897       | Carburatore Zenith 35/40 INAT                               | 97/4400        | 150/3800       | 1.155              | 160          | 15"                 | 13"                | 01/1972-12/1974      | 389.663            |
| Rekord 2.0 S                        | Berlina 2p     | 20S    | 1979       | Carburatore Zenith 35/40 INAT                               | 100/5200       | 158/3800       | 1.090              | 170          | 13"                 | 12                 | 09/1975-07/1977      | 11.719             |
| Rekord 2.0 S                        | Berlina 4p     | 20S    | 1979       | Carburatore Zenith 35/40 INAT                               | 100/5200       | 158/3800       | 1.135              | 170          | 13"                 | 12                 | 09/1975-07/1977      | 61.806             |
| Rekord 2.0 S                        | Coupé          | 20S    | 1979       | Carburatore Zenith 35/40 INAT                               | 100/5200       | 158/3800       | 1.090              | 170          | 13"                 | 12                 | 09/1975-07/1977      | 4.242              |
| Rekord 2.0 S                        | Giardinetta 3p | 20S    | 1979       | Carburatore Zenith 35/40 INAT                               | 100/5200       | 158/3800       | 1.135              | 167          | 13"                 | 12,5               | 09/1975-07/1977      | 852                |
| Rekord 2.0 S                        | Giardinetta 5p | 20S    | 1979       | Carburatore Zenith 35/40 INAT                               | 100/5200       | 158/3800       | 1.165              | 167          | 13"                 | 12,5               | 09/1975-07/1977      | 8.543              |
| Rekord 2.0 S                        | Furgonetta     | 20S    | 1979       | Carburatore Zenith 35/40 INAT                               | 100/5200       | 158/3800       | 1.155              | 167          | 13"                 | 12,5               | 09/1975-07/1977      | 60                 |
| Versioni a gasolio                  |                |        |            |                                                             |                |                |                    |              |                     |                    |                      |                    |
| Rekord 2.0 D1                       | Berlina 2p     | 20D    | 1998       | Iniezione indiretta con precamera, pompa di iniezione Bosch | 57/4400        | 117/ 2000-2200 | 1.210              | 130          | 23"7                | 9                  | 12/1974-07/1977      | 150                |
| Rekord 2.0 D1                       | Berlina 4p     | 20D    | 1998       | Iniezione indiretta con precamera, pompa di iniezione Bosch | 57/4400        | 117/ 2000-2200 | 1.235              | 130          | 23"7                | 9                  | 12/1974-07/1977      | 34.421             |
| Rekord 2.0 D1                       | Giardinetta 3p | 20D    | 1998       | Iniezione indiretta con precamera, pompa di iniezione Bosch | 57/4400        | 117/ 2000-2200 | 1.255              | 130          | 25"3                | 9                  | 12/1974-07/1977      | 153                |
| Rekord 2.0 D1                       | Giardinetta 5p | 20D    | 1998       | Iniezione indiretta con precamera, pompa di iniezione Bosch | 57/4400        | 117/ 2000-2200 | 1.280              | 130          | 25"3                | 9                  | 12/1974-07/1977      | 5.729              |
| Rekord 2.0 D1                       | Furgonetta     | 20D    | 1998       | Iniezione indiretta con precamera, pompa di iniezione Bosch | 57/4400        | 117/ 2000-2200 | 1.270              | 130          | 25"3                | 9                  | 12/1974-07/1977      | 4                  |
| Rekord 2.1 D                        | Berlina 2p     | 21D    | 2068       | Iniezione indiretta con precamera, pompa di iniezione Bosch | 60/4400        | 120/2500       | 1.210              | 135          | 23"5                | 10                 | 12/1972-07/1977      | 10.640             |
| Rekord 2.1 D                        | Berlina 4p     | 21D    | 2068       | Iniezione indiretta con precamera, pompa di iniezione Bosch | 60/4400        | 120/2500       | 1.235              | 135          | 23"5                | 10                 | 12/1972-07/1977      | 69.048             |
| Rekord 2.1 D                        | Giardinetta 3p | 21D    | 2068       | Iniezione indiretta con precamera, pompa di iniezione Bosch | 60/4400        | 120/2500       | 1.255              | 132          | 27"5                | 11                 | 12/1972-07/1977      | 2.311              |
| Rekord 2.1 D                        | Giardinetta 5p | 21D    | 2068       | Iniezione indiretta con precamera, pompa di iniezione Bosch | 60/4400        | 120/2500       | 1.280              | 132          | 27"5                | 11                 | 12/1972-07/1977      | 11.756             |
| Rekord 2.1 D                        | Furgonetta     | 21D    | 2068       | Iniezione indiretta con precamera, pompa di iniezione Bosch | 60/4400        | 120/2500       | 1.270              | 132          | 27"5                | 11                 | 12/1972-07/1977      | 5.398              |
| Note: 1Solo per il mercato italiano |                |        |            |                                                             |                |                |                    |              |                     |                    |                      |                    |

### LaRekord Dnel mondo
Come già nel caso della Rekord C, anche la generazione successiva venne prodotta in altri Paesi e con altri marchi: prima di tutto, in Svizzera, presso lo stabilimento GM di Bienne, la Rekord D venne prodotta con il marchio Ranger. Le Ranger prodotte su base Rekord D montavano motori 1.7 S (83 CV) e 1.9 S (97 CV) ripresi dalla normale gamma Rekord D, più altri motori da 2,5 e 2,8 litri ripresi invece dalla gamma della Commodore B, con potenze di 115 e 130 CV.
Con il solo motore da 1,9 litri la Rekord D venne prodotta su licenza anche in Corea del Sud, nello stabilimento della Shinjin Motors, una vecchia Casa automobilistica oggigiorno non più attiva, ma che in seguito si sarebbe fusa con un altro costruttore locale, dando vita alla SsangYong. I modelli derivati dalla Rekord D e prodotti in Corea del Sud presero il nome di Shinjin Record 1900 e Shinjin Record Royale. Con il marchio Chevrolet venne invece prodotta in Iran durante gli anni '70, mentre in Regno Unito la Rekord D venne prodotta con il nome di Vauxhall Victor FE.